# Hohwacht
Hohwacht (Ostsee) är en kommun och ort i Kreis Plön i förbundslandet Schleswig-Holstein i Tyskland.
Kommunen ingår i kommunalförbundet Amt Lütjenburg tillsammans med ytterligare 14 kommuner.